# Xenofrea areolata
Xenofrea areolata är en skalbaggsart som beskrevs av Bates 1885. Xenofrea areolata ingår i släktet Xenofrea och familjen långhorningar.
Artens utbredningsområde är Panama. Inga underarter finns listade i Catalogue of Life.